# The Sontaran Stratagem
"The Sontaran Stratagem" (intitulado "O Estratagema Sontaran" no Brasil) é o quarto episódio da quarta temporada da série de ficção científica britânica Doctor Who, transmitido originalmente através da BBC One em 26 de abril de 2008. É a primeira de uma história dividida em duas partes, sendo concluída em "The Poison Sky" na semana seguinte. Ambos foram escritos por Helen Raynor e dirigidos por Douglas Mackinnon.
O episódio marca a primeira aparição dos alienígenas chamados Sontarans na série desde a história The Two Doctors de 1985, assim como a ex-acompanhante Martha Jones (Freema Agyeman), vista pela última vez em "Last of the Time Lords". O episódio é ambientado na Terra atual, onde Martha e a UNIT convocam o alienígena viajante do tempo conhecido como o Doutor (David Tennant) para obter assistência em relação ao ATMOS, um sistema revolucionário de tecnologia verde instalado em 400 milhões de carros no mundo todo, que mais tarde é revelado fazer parte de uma conspiração Sontaran para envenenar a atmosfera terrestre.
O showrunner Russell T Davies considerou trazer os Sontarans de volta desde o renascimento da série em 2005 e queria mostrar mudanças na personalidade de Martha após sua partida. O episódio foi visto por 7,06 milhões de espectadores após sua transmissão original, recebendo um Índice de Apreciação do público de 87. Os críticos deram avaliações geralmente positivas, elogiando o retorno dos Sontarans, a interpretação de Christopher Ryan como Staal e a escrita de Raynor; alguns dos revisores afirmaram que a roteirista melhorou em relação aos seus episódios anteriores escritos para a série.

## Enredo

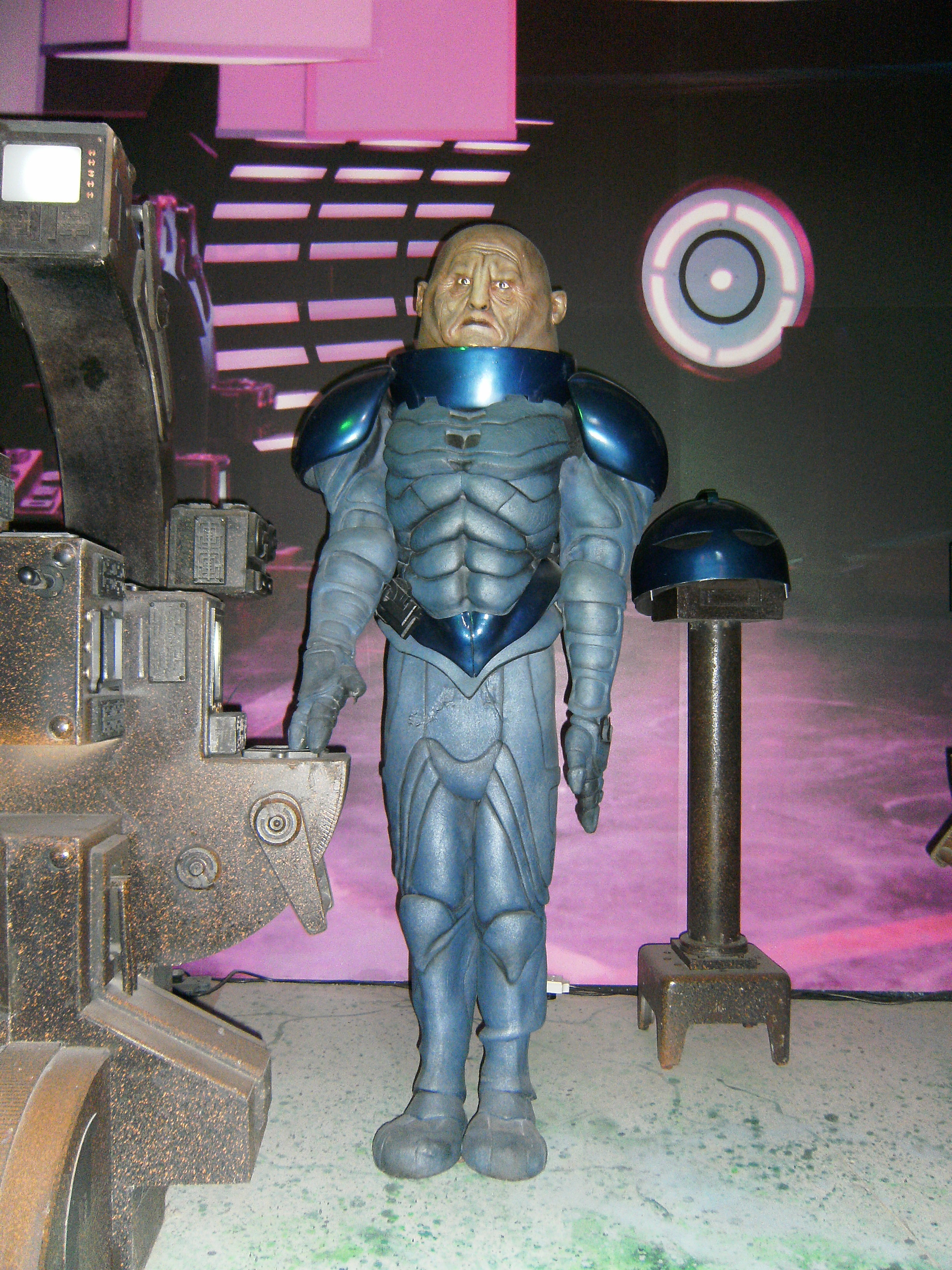
Os Sontarans vistos no episódio em exposição na Doctor Who Experience

Martha Jones, uma antiga acompanhante do Décimo Doutor, liga para ele para pedir ajuda durante uma investigação da UNIT. Minutos após a máquina do tempo dele, a TARDIS, se materializar na Grã-Bretanha contemporânea, Martha autoriza o ataque a uma fábrica do ATMOS. O Doutor apresenta sua atual acompanhante, Donna Noble, a Martha e à UNIT; Donna imediatamente faz amizade com Martha, mas fica preocupada com a ética da UNIT.
O ATMOS comercializa um sistema de navegação por satélite desenvolvido pelo jovem prodígio Luke Rattigan. O sistema também reduz as emissões de dióxido de carbono a zero; a UNIT solicitou a ajuda do Doutor porque a tecnologia não é contemporânea e pode ser alienígena. A organização também está preocupada com 52 mortes simultâneas que ocorreram espontaneamente vários dias antes, todas dentro de veículos equipados com o ATMOS. Enquanto todos os outros estudam a tecnologia na fábrica, Donna passa pelos escritórios de recursos humanos e descobre que não há ausências registradas do trabalho, pois nenhum funcionário nunca ficou doente.
O Doutor viaja para a escola particular de Rattigan para investigar o sistema e descobre que os eventos recentes foram planejados por uma raça alienígena guerreira conhecida como Sontarans, que são parte de um grupo de batalha liderado pelo General Staal, "o invicto", e Luke é seu assecla na Terra. Em vez de uma invasão total, eles estão assumindo o controle com uma combinação de clones humanos, controle mental e o ATMOS; Martha é capturada por dois dos humanos controlados e é clonada para fornecer um infiltrado dentro da UNIT.
Enquanto isso, Donna retorna para casa para explicar à sua mãe Sylvia e ao seu avô Wilfred que ela estava viajando com o Doutor, após ter sido aconselhada a fazê-lo por Martha. Preocupada com as implicações de dizer a verdade, Donna decide não contar à sua mãe. O Doutor investiga o sistema ATMOS conectado ao carro de Donna e descobre uma função secundária: o dispositivo pode emitir um gás venenoso. Wilfred tenta tirar o carro da rua, mas fica preso quando Staal ativa todos os 400 milhões de dispositivos ATMOS instalados em carros no mundo todo.

## Produção

### Concepção
O episódio apresenta o retorno dos Sontarans, que apareceram pela última vez na história The Two Doctors de 1985; também contém uma aparição central da UNIT de Martha Jones, que apareceu pela última vez em "Last of the Time Lords" e fez participações especiais nos episódios de Torchwood "Reset", "Dead Man Walking" e "A Day in the Death". O briefing que o produtor executivo Russell T Davies deu à escritora Helen Raynor incluiu os termos "Sontarans", "militar" e "Martha está de volta".
Este episódio continua o padrão de ter monstros da série clássica retornando na nova. Davies comentou que os Sontarans estavam "sempre em sua lista" de vilões para ressuscitar. O tempo e o local do episódio foram escolhidos porque todas as histórias anteriores com os Sontarans, exceto The Invasion of Time (1978), foram ambientadas na Terra.

### Roteiro

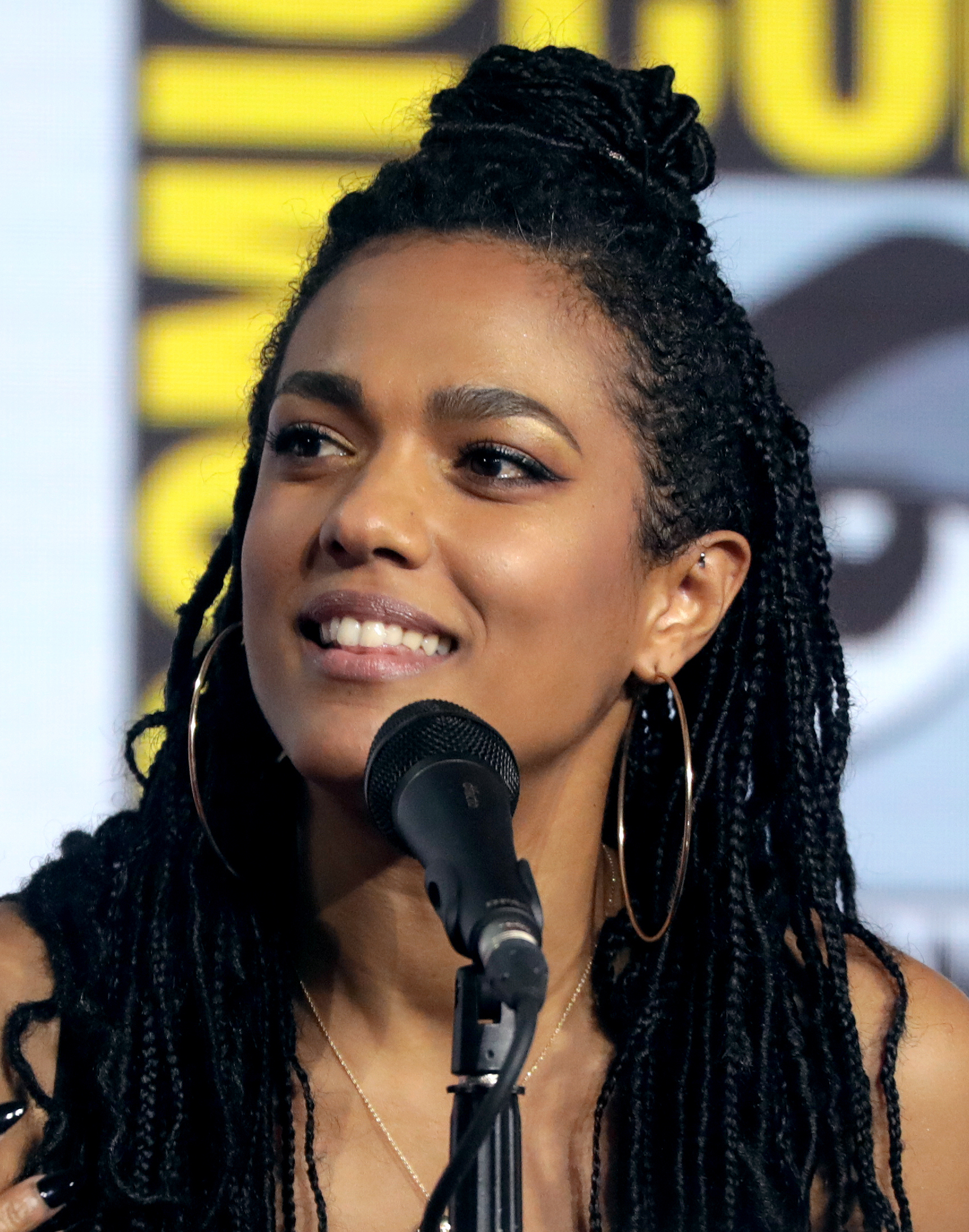
O episódio conta com o retorno de Freema Agyeman como Martha Jones.

A saída de Martha permitiu que Davies mudasse a personalidade dela. Em seu reaparecimento, ela está mais madura e igual ao Doutor, ao contrário da terceira temporada, na qual ela estava apaixonada por ele. Os escritores debateram vários aspectos de sua personagem, seu status e reação a Donna em particular. Raynor optou por enfatizar a carreira médica de Martha em detrimento de sua carreira militar e evitou um cenário de "discórdia" porque sentiu que isso iria repetir a opinião inicial de Rose Tyler (Billie Piper) sobre a ex-acompanhante Sarah Jane Smith (Elisabeth Sladen) do episódio da segunda temporada "School Reunion".
O episódio é a primeira grande aparição da UNIT desde o renascimento do programa. Seu nome mudou de United Nations Intelligence Taskforce para Unified Intelligence Taskforce a pedido das Nações Unidas, que citou o clima político e a potencial "confusão de marca" como razões para a dissociação. A nova sigla foi cunhada por Davies após várias reuniões entre os roteiristas. Os soldados rasos da UNIT Gray e Wilson foram escritos especificamente como "bucha de canhão de alienígenas". O episódio se refere a inconsistências na datação de histórias da UNIT quando o Doutor não tem certeza se trabalhou para a organização na década de 1970 ou de 1980.
Raynor inicialmente imaginou que o gás venenoso seria emitido por fábricas, mas mudou em rascunhos posteriores para carros por várias razões: o episódio forneceria comentários sociais e a ideia de um "sistema de navegação por satélite maligno" era "muito mais envolvente" e "irresistível". Davies achou que o conceito era "muito Doctor Who". Como a temporada foi produzida fora de ordem, a subtrama "ATMOS" foi semeada no episódio anterior  "Partners in Crime". A "décima quinta lua quebrada" da Cascata da Medusa também é mencionada. O local foi mencionado anteriormente em "Last of the Time Lords", "Partners in Crime" e em "The Fires of Pompeii". No episódio, um sistema instalado em um jipe da UNIT explode sem drama; originalmente, Raynor queria que fosse uma grande explosão, mas a reduziu a várias faíscas para reduzir custos e satirizar um clichê de filmes de ação.
O episódio, como "Aliens of London" e "The Lazarus Experiment", apresenta adequadamente a família da acompanhante principal. Ao contrário das famílias Tyler ou Jones, tanto Sylvia Noble quanto Wilfred Mott conheceram o Doutor antes (em "The Runaway Bride" e "Voyage of the Damned", respectivamente), fornecendo a Raynor uma subtrama adicional. Um diálogo expositivo explica a ausência de Mott em "The Runaway Bride" pelo personagem ter tido gripe espanhola. A opinião positiva de Wilfred sobre o Doutor é diferente da de Sylvia, que, de acordo com David Tennant, se juntou a "uma longa linhagem de mães que não entendem muito bem o Doutor"; Davies queria um membro da família que confiasse no personagem desde o renascimento do programa.

### Filmagens
A cena de abertura, que retrata o sistema levando a repórter Jo Nakashima para o canal, foi filmada nas docas de Cardiff. A cena foi a primeira vez que um carro-canhão foi usado desde 2005, e foi necessário ser concluída em uma única tomada. O carro disparado para o canal foi removido imediatamente depois para limpar a rota de navegação. Cenas na Academia Rattigan foram filmadas no Margam Country Park, Port Talbot de 23 a 26 de outubro de 2007. O horizonte de Londres e o gás foram adicionados na pós-produção pela empresa de efeitos especiais The Mill.
Quando entrevistada no Friday Night with Jonathan Ross, Catherine Tate afirmou que estava filmando ao lado de dez Sontarans por duas semanas antes de perceber que havia atores dentro dos trajes. Ela presumiu que os Sontarans "funcionavam com eletricidade". Foi só quando um ator tirou o capacete revelando seu rosto real que ela percebeu seu erro. Ela afirmou que ficou "assustada" com isso e disse que "quase morreu".
Apesar da cultura de clonagem dos Sontarans ser afirmada na série clássica, "The Sontaran Strategem" é o primeiro episódio a descrever tal processo. Originalmente, todos os trabalhadores da fábrica seriam clones, mas Raynor reduziu isso para apenas Martha para resolver problemas de continuidade com a segunda parte. O clone modelo foi retratado por Ruari Mears, que usava uma máscara protética que demorava mais para ser aplicada do que qualquer outra que ele já havia usado. As cenas envolvendo o tanque de clonagem foram filmadas em uma fábrica de xampu galesa e reutilizaram um adereço de "The Fires of Pompeii" como o tanque que continha o clone. Davies e Agyeman gostaram das cenas ambientadas na sala de clonagem; Agyeman gostou de interpretar uma "acompanhante do mal", que ela e Davies acharam que tornava a verdadeira Martha "mais calorosa", e Davies pensou que os soldados Gray e Harris descobrindo o tanque em uma sala escura era "um clássico de Doctor Who".

## Transmissão e recepção

### Transmissão e audiência
"The Sontaran Strategem" foi o programa mais assistido em seu horário, com 7,06 milhões de espectadores. O episódio foi o segundo programa mais assistido do dia, superado apenas pelo Britain's Got Talent, e foi o décimo sétimo programa mais assistido da semana. O Índice de Apreciação do público do episódio foi de 87, considerado "Excelente", o maior número registrado em sua data de exibição.

### Recepção crítica
"The Sontaran Stratagem" é tão deliciosamente antiquado quanto o novo Doctor Who pode ser. Isso agrada meu senso de fanboy e me faz sorrir como um idiota. O Doutor trabalhando novamente com a UNIT, junto com duas grandes acompanhantes, e enfrentando um monstro recriado fielmente da série clássica.

Mark Wright
Mark Wright do The Stage comentou que no geral o episódio foi "tão deliciosamente antiquado quanto o novo Doctor Who é", afirmando que o roteiro era "uma premissa habilmente simples que faz você se perguntar por que você não pensou nisso sozinho", e que a personagem de Tate se afastou da caricatura de "The Runaway Bride". Wright também elogiou Agyeman por retratar "sem esforço" Martha e sua contraparte clonada maligna. Fã dos Sontarans, Wright reagiu positivamente ao seu retorno e redesenho. Ben Rawson-Jones do Digital Spy avaliou o episódio com quatro estrelas de cinco, acreditando que a narrativa foi bem planejada e ritmada, e achou que a escrita de Helen Raynor havia melhorado desde "Daleks in Manhattan". Rawson-Jones também elogiou as reintroduções da UNIT, Martha, a família de Donna e dos Sontarans, a interação entre Donna e Martha, e a interpretação de Staal por Christopher Ryan, mas acreditava que a voz de Skorr era "distintamente sem brilho". A direção do episódio por Douglas Mackinnon também recebeu críticas, particularmente as cenas na sala dos clones. No final, o revisor disse que a eficácia da primeira parte estava em quanto os espectadores desejavam sintonizar para ver "The Poison Sky".
Matt Wales, da IGN, classificou o episódio como uma nita 7,9 de 10, afirmando que, apesar da premissa do episódio, ele chegou "perigosamente perto da grandeza", e mencionou o "roteiro cafona" de Raynor que caminhava hilariamente na corda bamba entre a farsa destemida e pastiche exagerado de ficção científica. Wales observou que Tennant e Tate "apimentam" as oscilações contínuas entre "rostos fúnebres sérios" e "subversão bastante sádica" para brincar com as expectativas do público. O desempenho de Ryan como Staal novamente recebeu elogios, mas ele pensou que Agyeman ainda exibia "o carisma e a autonomia de um peixe morto, apesar da transformação de Martha de uma idiota apaixonada em um super soldado ao estilo Ripley". Wales resumiu que o episódio "tinha praticamente tudo que uma abertura para uma história de duas partes deveria ter, colocando suavemente as peças no lugar para a demonstração bombástica da próxima semana". Alan Stanley Bear, do Airlock Alpha, chamou "The Sontaran Strategem" de uma "aventura emocionante e nostálgica" e que o episódio alimentou a reputação de transformar um objeto cotidiano, o carro, em um "assassino em massa". Bear elogiou o episódio pela introdução entre Donna e Martha como o oposto daquela de Rose Tyle e Sarah Jane Smith em "School Reunion", por fornecer um elemento humano à subtrama em que Donna visita seu avô, e pelo cliffhanger do episódio. No entanto, Bear criticou o fato de que demorou muito para "chegar ao ponto", bem como o diálogo brando dos Sontarans e a simplicidade clichê do controle da mente, que Bear pensou que "reduzia  o que poderia ter sido uma história fantasticamente intrincada em um material de desenho animado de sábado de manhã".
John Beresford, do TV Scoop, achou que o episódio atendeu a muitas de suas expectativas, com diálogos nítidos e algum humor, uma história bem tramada e com bom ritmo aliada a "muita ação", apesar do início lento do episódio. Beresford também elogiou a reintrodução da UNIT transformada da "velha e cansada UNIT" para a "UNIT recentemente redesenhada e incrível com muitos adereços legais"; o encontro entre o Doutor e Rattigan, chamando a cena de "um roteiro inspirado", e o cliffhanger do episódio, chamando-o de "o melhor até agora". Ele também achou que a ideia do ATMOS funcionou muito bem. A única fraqueza que Beresford encontrou no episódio foi que os Sontarans pareciam ter amolecido um pouco, dizendo que Staal teria "atirado primeiro e feito perguntas depois".